# Episodi di Ayashi no Ceres

Toya e Aya

Questa è la lista degli episodi dell'anime Ayashi no Ceres, tratti dal manga omonimo di Yū Watase, con la regia di Hajime Kamegaki e prodotti dalla Pierrot. In Giappone la serie è stata trasmessa sul canale satellitare WOWOW dal 20 aprile al 28 settembre 2000.
In Italia la serie è pubblicata dalla Dynit, ed è stata trasmessa da Cooltoon dal 5 maggio 2009.

## Episodi
| Nº | Titolo italiano Giapponese 「Kanji」 - Rōmaji | In onda           | In onda |
| Nº | Titolo italiano Giapponese 「Kanji」 - Rōmaji | Giapponese        |         |
| 1  | Il giorno in cui la luna e le sedici stelle si incontrano 「16の星と月が巡る日」 - Jūroku no hoshi to gatsu ga meguru nichi | 20 aprile 2000    |         |
| 1  | Alla vigilia del suo sedicesimo compleanno Aya Mikage, mentre rincorre uno scippatore, cade da un attraversamento pedonale sopraelevato. La ragazza non precipita al suolo, ma giunge sulla strada sottostante fluttuando; un misterioso ragazzo la salva da un'autovettura che stava per investirla. Il giorno seguente Aya e il gemello Aki festeggiano il loro compleanno a casa del nonno; qui si accorgono che tutta la famiglia è riunita per quella che sembra essere una cerimonia solenne. Aya vede entrare nel salone dove tutti sono riuniti il ragazzo che l'ha salvata il giorno prima, con un pacchetto per lei: il suo regalo da parte del nonno. Il pacco contiene una mano mummificata; appena viene aperto la mano si dissolve, un potere magico si sprigiona da Aya e Aki subisce numerose ferite. Aya è sconvolta e chiede l'aiuto dei parenti; il nonno le dice di non preoccuparsi e che Aki si salverà, ma lei dovrà morire perché è un pericolo per la famiglia Mikage. |                   |         |
| 2  | Il primo bacio della dea celeste 「天女のファーストキス」 - tennyo no fasutokisu | 27 aprile 2000    |         |
| 2  | Il nonno di Aya, dopo aver fatto uscire dal salone tutti i familiari, ordina al figlio di uccidere la ragazza perché la sua esistenza può portare alla distruzione della famiglia. Il padre di Aya non riesce a sparare alla ragazza e viene ucciso dalle guardie a servizio della famiglia Mikage. Aya, grazie al suo potere, fugge dal salone e si rifugia su un pino nel parco della villa; qui vede che Toya — il ragazzo che l'ha salvata dall'investimento — cerca di aiutarla a mettersi al riparo dalle guardie che vogliono ucciderla. Toya sale sull'albero per consolare Aya che piange a dirotto; vedendo che le guardie stanno per scoprirli blocca le grida di disperazione e i singhiozzi della ragazza baciandola. Nel frattempo Suzumi Aogiri, una donna di nobili origini, capta la presenza di Aya e sente che la ragazza è in pericolo: insieme al cognato Yuhi giunge alla villa dei Mikage, salva Aya e la porta nella sua casa. Suzumi, dopo aver dato ad Aya il tempo di riposarsi, confida alla ragazza di aver trovato in lei una Tennyo, una dea celeste, e che farà di tutto per proteggerla. |                   |         |
| 3  | La Tennyo che scese sulla Terra 「下界へ降りし者」 - gekai he ori shi mono | 11 maggio 2000    |         |
| 3  | Suzumi, dopo aver narrato ad Aya la leggenda della Tennyo, spiega che sulla Terra esistono ancora delle discendenti della Dea celeste. Suzumi ha poteri di telecinesi, perché in lei i tratti della Tennyo sono molto labili; Aya, invece, è una discendente diretta della Dea e la forza del suo potere è molto superiore rispetto a quella di Suzumi. Aya è in pericolo, la famiglia Mikage — che ha avuto molte discendenti della Tennyo — ha sempre ucciso le ragazze che mostravano una discendenza divina. La famiglia Mikage ingaggia Toya per proteggere Aki, lasciando Aya incolume: Kagami — un cugino dei gemelli — vuole studiare il potere della ragazza. Suzumi ordina a Yuhi di proteggere Aya; la ragazza intanto si dirige all'ospedale dove è ricoverato Aki per visitarlo, ma Mikage ha preparato una trappola per lei. Nella stanza di Aki Aya trova la madre che, dopo averla accusata di aver ucciso il padre, la ferisce con un coltello. Aya è sconvolta quando, improvvisamente, il suo potere si manifesta: Toya e Yuhi, giunti all'ospedale, vedono che Aya sta fluttuando nell'aria e ha assunto l'aspetto di una donna più matura. La donna dice di essere la Dea, e che il suo nome è Ceres. |                   |         |
| 4  | L'hagoromo rubato 「奪われた羽衣」 - ubawa reta hagoromo | 18 maggio 2000    |         |
| 4  | Ceres spiega che lei non è una entità diversa da Aya: nella fanciulla convivono la Aya che conoscono tutti e la Tennyo, e prima di allora Ceres non era mai riuscita a manifestarsi apertamente. Dopo aver chiesto a Toya se fosse legato alla famiglia Mikage, Ceres gli dona il potere dell'eterna benedizione caratteristico dei Mikage; subito dopo gli chiede notizie dell'hagaromo che le è stato rubato, ma Toya non sa rispondere. Ceres, vedendo la madre di Aya svenuta, tenta di scagliarsi sulla donna. Yuhi, per proteggere la madre di Aya, blocca Ceres e la bacia appassionatamente: a questo punto il potere della Dea si dissolve, Ceres scompare e al suo posto torna Aya che, sconvolta per il gesto di Yuhi, schiaffeggia il ragazzo. Aya viene nuovamente ospitata dagli Aogiri e posta sotto la protezione di Yuhi; il ragazzo, vicino di camera di Aya, racconta alla giovane la storia del ramo cadetto della sua famiglia — a cui appartiene — e i rapporti con la cognata Suzumi. Nel frattempo Aki fugge da casa per rintracciare Aya; lungo la strada viene aggredito da tre bulli, ma quando sta per avere la peggio vede che Toya è giunto in suo soccorso. |                   |         |
| 5  | Il destino di Toya 「十夜の宿命」 - jū yoru no shukumei | 25 maggio 2000    |         |
| 5  | Toya, dopo aver salvato Aki dai bulli, lo accompagna a casa Aogiri perché possa stare con Aya. I fratelli, dopo essersi ritrovati, dormono nella stessa camera; durante la notte Aya si trasforma in Ceres, la Dea tenta di uccidere Aki perché lo ritiene responsabile del furto dell'hagaromo. Mentre Toya mette in salvo Aki, Yuhi riesce a placare Ceres baciandola come aveva già fatto in ospedale; Aya, una volta tornata in sé, parte alla ricerca di Toya per avere informazioni sul fratello. Quando lo incontra Toya, vedendola in stato confusionale, la porta nel suo appartamento perché possa farsi una doccia e tranquillizzarsi. Il ragazzo confida ad Aya che ha perso la memoria: l'unica cosa che ricorda è il nome e che Kagami, dopo avergli messo a disposizione l'appartamento dove si trovano, gli ha promesso di aiutarlo a recuperare la memoria. Aya, dopo aver visto che Aki ha consegnato a Toya quello che doveva essere il suo regalo di compleanno, scoppia a piangere; Toya abbraccia dolcemente la ragazza dicendole che, se vuole, può scacciarlo. Aya accetta l'affetto di Toya e, anche se teme che possa diventare un suo nemico, si accorge di volergli bene. |                   |         |
| 6  | Il C-Project 「Ｃプロジェクト」 - c purojiekuto | 1º giugno 2000    |         |
| 6  | Yuhi e Aya pedinano Toya nella speranza che li conduca dove è nascosto Aki. I due giungono alla sede dell'impresa gestita dalla famiglia Mikage; appena entrati Yuhi viene bloccato mentre Aya giunge nell'ufficio di Kagami. Qui il cugino inizia a molestare Aya nel tentativo di far emergere Ceres. Nel frattempo Toya raggiunge Aki nell'appartamento occupato dal ragazzo; i due vedono quello che sta succedendo nell'ufficio di Kagami: Ceres si materializza e, dopo aver spiegato che si è potuta reincarnare in Aya solo perché la ragazza ha una struttura fisica simile alla sua e — contrariamente alla tradizione dei Mikage — non è stata uccisa prima di compiere sedici anni, si rivolge con violenza verso Aki. Ceres ritiene che sia l'uomo che rubò il suo hagaromo e, dopo averla stuprata, la costrinse a sposarlo. Kamagmi prende un campione di sangue di Ceres; nello stesso momento Yuhi entra nell'ufficio e tenta di salvare Ceres. Mentre Kagami sta per colpire Yuhi, Ceres abbraccia il ragazzo e si getta dalla finestra; i due rimangono illesi perché Ceres, senza l'hagaromo, può volare per brevi tratti. Aki intanto, informato da Kagami dell'esistenza di un Celestial Project per studiare la dea, accetta di aiutare il cugino per allontanare Ceres dalla sorella. |                   |         |
| 7  | Il risveglio della C-Genomer 「目覚めたCゲノマー」 - mezame ta c genoma | 8 giugno 2000     |         |
| 7  | Il progetto della famiglia Mikage è quello di riunire tutte le C-Genomer — le discendenti delle Tennyo — del Giappone; Aki è una delle guide elette — il discendente dell'uomo che rubò l'hagaromo — e il suo matrimonio con una delle C-Genomer darà prestigio e ricchezza alla famiglia. Aya, al primo giorno di scuola in un nuovo istituto, assiste Yuki Urakawa — una sua compagna di scuola. Mentre Yuki è in infermeria Aya e Yuhi scoprono che Toya lavora come medico in quella scuola. Mentre Aya parla con Toya, un'infermiera che assisteva Yuki viene avvolta dalle fiamme e muore carbonizzata. Aya scopre che Yuki ha una relazione con il professor Ayama; l'indomani Yuki chiede ad Aya di mantenere il segreto su quanto ha visto. Dopo le lezioni Yuki si incontra con Ayama; il professore le dice che Aya ha reso pubblica la loro relazione e vuole lasciarla. Le parole di Ayama sono false, ma Yuki — una C-Genomer — diventa furibonda: il suo potere incendiario si scatena, distruggendo buona parte della scuola. Ayama spinge Yuki a uccidere Aya — che intanto si è trasformata in Ceres — per vendetta. Ceres fa presente a Yuki che rischierebbe di morire se la attaccasse, perché è già allo stremo delle forze; Yuki, innamorata di Ayama che ha il solo scopo di sconfiggere Ceres, decide di morire bruciando insieme al professore. Kagami, intanto, obbliga Toya a stare lontano da Aya. |                   |         |
| 8  | Il complotto della famiglia Mikage 「御景家の陰謀」 - o kei ie no inbō | 15 giugno 2000    |         |
| 8  | Mentre Aya assiste Yuhi, ferito dopo gli eventi capitati a scuola, il padre e il fratello del ragazzo giungono a casa Aogiri. Aya vede che i familiari trattano Yuhi con molta freddezza e prende le difese del ragazzo; dalle frasi del fratello scopre che Yuhi è un figlio illegittimo e che è sempre stato discriminato. Yuhi confida ad Aya che la madre lo ha abbandonato quando aveva dieci anni, l'unico che lo trattava con affetto era il fratello deceduto che sposò Suzumi. Il ragazzo dichiara ad Aya il suo amore e la bacia dolcemente; l'evento sconvolge Aya che, pur essendo innamorata di Toya, pensa che potrebbe cedere all'amore che le offre Yuhi. Kagami intanto organizza un piano per rapire Suzumi, che accompagnava il suocero ed il cognato alla loro casa; dopo un inseguimento sull'autostrada Suzumi — grazie a una guida spericolata e ai suoi poteri di C-Genomer — giunge alla villa degli Aogiri. Appena entrano in casa un fumogeno disperde un gas che addormenta Suzumi e gli altri; tre uomini dei Mikage si avvicinano a Suzumi esanime con fare minaccioso. |                   |         |
| 9  | Il giuramento della Tennyo 「天女の誓い」 - tennyo no chikai | 15 giugno 2000    |         |
| 9  | Suzumi subisce un procedimento ipnotico che la porta a rivivere i momenti vissuti accanto al marito; Yuhi e Aya, intanto, giungono a casa Aogiri e tentano di liberare gli ostaggi. Quando Yuhi vede le sofferenze inflitte a Suzumi tenta di bloccare gli uomini dei Mikage; uno di loro gli spara, ma il ragazzo rimane illeso perché il padre si mette sulla traiettoria del colpo e viene ferito a una spalla. Aya, sconvolta per quanto vede, chiede l'aiuto di Ceres: quando la Tennyo si manifesta il suo potere mette in fuga gli uomini dei Mikage. Il trattamento ha sconvolto Suzumi, la donna riprende conoscenza ma è ancora convinta di essere accanto al marito. Ceres è impotente, e mentre Suzumi racconta la vita col marito — la gioia di stare insieme a lui, l'euforia quando scopre di essere incinta, la disperazione al momento della morte dell'uomo e la perdita del figlio che attendeva — Yuhi tenta di far capire alla donna che quello che vede è solo un sogno; grazie alla sua insistenza Suzumi si riprende. Yuhi e Ceres rientrano a casa; durante il viaggio Yuhi confida di amare veramente Aya. Davanti a casa Aya — tornata alle sue sembianze dopo un bacio che Yuhi ha dato a Ceres — promette di impegnarsi per mandare a monte il piano dei Mikage. Intanto Aki si incontra con Toya: il ragazzo — posseduto dallo spirito della guida eletta — ordina a Toya di non cercare di conquistare Aya e lo ferisce a un braccio. |                   |         |
| 10 | Il volo di Chidori 「千鳥の飛翔」 - chidori no hishō | 22 giugno 2000    |         |
| 10 | A casa Aogiri giunge Chidori Kuruma, una ragazzina che chiede l'aiuto di Aya per il fratello Shota ricoverato nell'ospedale di Tochigi; in quella zona si è diffuso un misterioso batterio — per il quale è già disponibile un antidoto — e Aya sospetta che questa sia una manovra dei Mikage. Aya e Yuhi accompagnano Chidori in ospedale: qui scoprono che Shota — con le gambe paralizzate dopo un incidente nel quale morirono i suoi genitori — desidera volare e Chidori, che ha visto i poteri di Ceres, chiede aiuto ad Aya. Nello stesso ospedale sono ricoverate le sette persone colpite dal batterio; Shota è tra loro, gli altri pazienti hanno delle crisi di rigetto verso il farmaco che gli è stato somministrato e manifestano un potere sovrannaturale. Aya, dopo aver scoperto che Toya — che lavora come medico nell'ospedale — prova sentimenti molto profondi per lei, durante la crisi di uno dei pazienti si trasforma in Ceres; la Tennyo esaudisce il desiderio di Shota e, abbracciandolo, si alza in alto nel cielo. Shota è felice, ma mentre è in volo l'ultimo dei pazienti trattati ha una violenta crisi: il bimbo sfugge all'abbraccio di Ceres e inizia a precipitare. |                   |         |
| 11 | Un sentimento che emerge 「うごきだす気持（こころ）」 - ugokidasu kimochi (kokoro) | 29 giugno 2000    |         |
| 11 | Ceres recupera Shota e riesce a fargli da scudo con il suo corpo mentre precipitano sul tetto dell'ospedale. Mentre la donna è esanime un'esplosione crea una voragine nel tetto; Shota cade al piano inferiore e rischia di precipitare ulteriormente. Le cose si complicano quando uno dei pazienti a cui è stato somministrato il vaccino si avvicina al bimbo e cerca di fargli del male: improvvisamente Chidori manifesta un potere divino, assume le sembianze di una donna adulta e riesce ad allontanare l'uomo da Shota. Mentre Yuhi mette in salvo Shota, Toya tenta di rapire Chidori: anche lei è una C-Genomer e i Mikage vogliono catturarla. Shota si rivolge a Toya, il medico che gli aveva detto di farsi forza: supplica di lasciare libera la sorella e si impegnerà per riprendere a camminare. Le parole del bimbo hanno effetto su Toya, che sparisce lasciando libera Chidori. Nel frattempo Aki si sente attratto da Ceres: Kagami gli confida che se lo aspettava perché lo spirito del cugino, un tempo, era il marito di Ceres. Il vaccino dei Mikage — creato con il DNA della Tennyo — ha ucciso tutti i pazienti trattati, tranne una donna che ha potenziato i suoi poteri di C-Genomer. Chidori si trasferisce in casa Aogiri, così Yuhi potrà proteggere dai Mikage anche lei oltre ad Aya. |                   |         |
| 12 | La collana d'argento 「銀のチョーカー」 - gin no choka | 6 luglio 2000     |         |
| 12 | Kagami rimprovera Toya per aver lasciato fuggire Chidori, ma non intende licenziarlo. Aya è triste perché si accorge di aver perduto la sua collana preferita, in argento con un pendente a croce; la ragazza ignora che Ceres l'aveva donata a Toya, invitandolo ad allontanarsi dai Mikage. Toya va da Aki e vede che il ragazzo, sottoposto a trattamenti che dovrebbero riportargli la memoria del luogo dove è nascosto l'hagaromo, vuole incontrare Aya. Toya propone al ragazzo di fuggire, e Aki accetta; Toya fissa un incontro con Aya per la mezzanotte sul cavalcavia dove volò per la prima volta. In serata Toya viene convocato da Kagami, che ha deciso di restituirgli i ricordi che aveva perduto: si tratta però di una trappola, e Toya fugge grazie all'aiuto di un pugnale magico che sembra generarsi dal suo corpo. Toya libera Aki dalla sua stanza; i due, dopo una rocambolesca fuga, hanno la possibilità di allontanarsi dal grattacielo dei Miakge. All'ultimo momento Aki, sotto l'influsso dello spirito della guida eletta, ha una crisi di gelosia e ferisce Toya; il ragazzo rinuncia alla fuga e consegna a Toya una lettera per la sorella. Toya, ferito, tenta di raggiungere il cavalcavia: all'alba Aya — che ha trascorso la notte aspettandolo — si commuove vedendo Toya nella strada sottostante: l'uomo ha al collo la sua collana d'argento. |                   |         |
| 13 | La reliquia della famiglia Mikage 「御景家の御神体」 - o kei ie no gojintai | 13 luglio 2000    |         |
| 13 | Toya, dopo aver consegnato ad Aya la lettera di Aki, vorrebbe tornare dai Mikage per portare il ragazzo con se; le sue condizioni sono gravi, e solo l'insistenza di Yuhi lo convince ad andare dagli Aogiri per riprendersi. Aya, dopo aver fatto un bagno, vede che la sua immagine nello specchio è sostituita da quella di Ceres: la Tennyo dice di odiare esclusivamente l'uomo che rubò il suo hagaromo, non tutta la famiglia Mikage. Aya, temendo per la vita di Aki, propone a Ceres di portarle la sua veste sacra lasciando incolume il fratello; Ceres accetta, ma le dice che il destino di Aki dipenderà solo da lui. Aki è sempre dai Mikage, ma non è più intenzionato a collaborare al C-Project; Kagami porta il ragazzo dal nonno. Il capofamiglia dei Mikage — malato gravemente — nomina Aki come suo successore e conduce il ragazzo nei sotterranei della villa. Qui, in un deposito segreto, gli viene mostrata la mummia della Tennyo; il corpo di Aki si ricopre nuovamente di ferite che, dopo pochi istanti, guariscono completamente. Aki diventa così l'uomo che rubò l'hagaromo: dopo aver ucciso il nonno, guardando la mummia della Tennyo, chiede dove si trovi Ceres, la sua donna. |                   |         |
| 14 | Il risveglio del capostipite 「覚醒した始祖」 - kakusei shita shiso | 27 luglio 2000    |         |
| 14 | Toya, ancora debilitato, lascia casa Aogiri. Aya è preoccupata e inizia a cercarlo per la città insieme a Yuhi e Chidori, ma non sa che Suzumi ha un accordo con lui: Toya è stato assunto alle loro dipendenze per proteggerla, ma ha chiesto di non essere obbligato a rimanere sempre con Aya. Dopo una disperata ricerca Aya incontra Toya in un parco pubblico; l'uomo le spiega la situazione e, dopo averle detto che farà di tutto per proteggerla, la bacia appassionatamente sul collo lasciandole un succhiotto. Nello stesso momento Aki sente la presenza di Aya e obbliga Kagami — che lo accompagnava al laboratorio dei Mikage — a dirigersi verso il parco. Quando Aya lo vede corre ad abbracciarlo; Aki — che è posseduto dallo spirito del capostipite dei Mikage — vede in lei Ceres e la bacia appassionatamente. Aya rimane sconvolta e si trasforma in Ceres: la Tennyo minaccia di morte Aki perché vuole il suo hagaromo e reagisce violentemente verso di lui. Lo scontro si placa solo quando Kagami convince Aki ad andare con lui. Mentre Aya pensa che Aki non tornerà più alla normalità, Toya vede una pubblicità della pineta di Miho, una località sulla costa di Shizuoka: improvvisamente si rende conto che i luoghi e la spiaggia della foto gli sono familiari. |                   |         |
| 15 | Il passato di Toya 「十夜の過去」 - jū yoru no kako | 3 agosto 2000     |         |
| 15 | Aya, Yuhi e Kyu si trasferiscono a Miho; con loro c'è anche Toya, che continua ad avere ricordi confusi su quei luoghi. Aya fa amicizia con Miori Sahara, una compagna della nuova scuola che frequenta che le somiglia molto fisicamente; Miori le confida che da un anno ha perso le tracce del fidanzato — che conosce dall'infanzia e che l'amava molto. Aya si incontra con Toya sulla spiaggia; mentre i due sono insieme Toya si sente a disagio e cerca di andarsene. Appena Toya arriva sul ciglio della strada incontra Miori: la vista della ragazza gli procura un forte turbamento e non si accorge di un'auto che sopraggiunge. Toya viene investito, le sue condizioni non sono gravi ma non riconosce più Aya; una volta a casa di Toya, Miori spiega ad Aya che lui è il fidanzato di cui aveva perso le tracce. Dopo alcuni giorni Aya incontra nuovamente Toya, ma lui continua a non riconoscerla. Aya — alla quale Miori aveva detto di non intromettersi tra lei e Toya — se ne va e scoppia a piangere disperata. Kyu, Yuhi e Aya tornano a Tokyo; dopo che Aya ha tentato di sedurre Yuhi si trasforma in Ceres e vola verso Miho, per stabilire se Toya ha ancora intenzione di collaborare con i Mikage. Quando Ceres raggiunge Toya vede che Miori è con lui; la ragazza, in preda alla rabbia, si trasforma: Ceres vede apparire una Tennyo identica a lei, e la chiama Ceres. |                   |         |
| 16 | Un'altra Ceres 「もうひとりのセレス」 - mōhitorino seresu | 10 agosto 2000    |         |
| 16 | Aya è depressa, rivive in continuazione lo scontro con Miori. Mentre entrambe avevano assunto le sembianze della Tennyo, Miori confida ad Aya di essere una sua lontana cugina: questo spiega perché entrambe si trasformino in Ceres e abbiano gli stessi poteri. La madre di Miori morì quando, invitata alla cerimonia per il sedicesimo compleanno di Aya, subì gli effetti della prima trasformazione in Ceres della ragazza. Miori ritiene Aya responsabile della morte della madre e vuole vendicarsi: attacca ripetutamente la cugina che, in preda ai sensi di colpa, non reagisce. Aya riassume le sue sembianze e, dopo un colpo di Miori, sfonda una vetrata del grattacielo dei Mikage ritrovandosi accanto a Toya. Miori è decisa a uccidere Aya, ma Toya — grazie a un potere sovrannaturale — la protegge. A questo punto Miori — alla quale i Mikage avevano dato dei ricordi falsi sul suo passato con Toya — trova un altro modo di vendicarsi: con i suoi poteri di Tennyo si crea un varco fino al tetto del grattacielo. Toya, mentre ordina ad Aya di scendere in strada, sale sul tetto: qui vede Miori che, dopo averlo salutato, si getta nel vuoto. Aya è in strada e, improvvisamente, sente un colpo alle sue spalle: Miori si è sfracellata al suolo e — nonostante il rapido intervento di Yuhi — vede il corpo esanime e straziato della cugina. Mentre Aya è scioccata per quanto ha vissuto, Toya si allontana dagli Aogiri per tentare di recuperare la memoria; prima di partire lascia ad Aya il suo pugnale magico. |                   |         |
| 17 | La forza dell'amore 「魅きよせられる愛（ちから）」 - hiki yoserareru ai (chikara) | 24 agosto 2000    |         |
| 17 | Toya vaga per le località marine nel tentativo di recuperare la memoria; alcuni bambini lo trovano svenuto sulla spiaggia e contattano un medico. Toya racconta al medico di aver perso la memoria, le uniche cose che ricorda sono il suo nome, il fatto che alcune persone lo inseguano e Aya. Intanto Aya — in visita alla madre — viene rapita da Aki: il ragazzo, ormai calato nella parte del capostipite, colpisce la sorella con un pugno allo stomaco e la porta nel suo appartamento. Qui Aki tenta di violentare Aya; mentre le toglie la maglia vede che porta il pugnale di Toya appeso al collo. Quando Aki tenta di avvicinarsi nuovamente ad Aya viene respinto da un campo di forza che si sprigiona dal pugnale. Kagami fa trasferire Aya al centro di ricerca dei Mikage — una piattaforma marina al largo di Miho — e vuole che le siano impiantati dei falsi ricordi. Toya, allertato dall'intervento del pugnale, si mette alla ricerca di Aya: dopo un rocambolesco inseguimento raggiunge il furgone che la sta trasportando. Intanto Aya, con il sostegno di Ceres, lotta per non assimilare i falsi ricordi; quando Toya arriva da lei la trova priva di conoscenza e Alexander Howell — lo scienziato dei Mikage che conduce gli esperimenti sulle C-Genomer — la libera. Toya porta Aya con sé; mentre la abbraccia vede che, dopo una lunga attesa, la ragazza si risveglia. Toya, sollevato e pieno di gioia, promette ad Aya che cercherà insieme a lei le cose che hanno perduto: i ricordi della vita passata e l'hagaromo della Tennyo. |                   |         |
| 18 | Gioia fugace 「つかの間の幸せ」 - tsukano mano shiawase | 24 agosto 2000    |         |
| 18 | Toya e Aya scelgono, come base per le loro ricerche, la città di Niigata: i due si trasferiscono in un appartamento, Toya collabora con il dottor Kurozuka — il medico che lo salvò — Aya ha trovato dei lavori part-time e vivono come una coppia di fidanzati. Una sera accompagnano Kurozuka per un intervento sull'isola di Hachijō; il mare è agitato, e Aya viene sbalzata in acqua. Toya si tuffa per salvarla e, miracolosamente, riesce a portare a nuoto la ragazza sull'isola; mentre sostiene Aya si accorge che dalla sua mano si emana un'aura rossa che scompare rapidamente. L'evento fa ricordare a Toya il suo passato: dieci anni prima lui era un neonato che, avvolto da un'aura rossa, fu accudito da un anziano. Nel giro di dieci notti il bimbo crebbe fino a diventare un uomo, e per questo l'anziano decise di dargli come nome Toya. Toya ricorda anche che dieci anni prima Aya — allora una bimba di sei anni — lo incontrò su quell'isola e gli regalò una conchiglia trovata sulla spiaggia. Toya, felice per aver recuperato la memoria, abbraccia Aya; in quel momento si manifesta Ceres e la Tennyo dà un ultimatum ai due: se entro sette mesi non avrà il suo hagaromo ucciderà tutti i componenti della famiglia Mikage. |                   |         |
| 19 | La dichiarazione di Chidori 「千鳥の告白」 - chidori no kokuhaku | 31 agosto 2000    |         |
| 19 | A casa Aogiri è giunto anche Shota, in via di guarigione. Yuhi e Kyu accompagnano i fratelli Kuruma a casa, e nello stesso tempo Aya e Toya rientrano a Tokyo. Durante il viaggio Aya, dopo aver sognato Ceres che pretende il suo hagaromo entro sei mesi, sviene. Mentre Aya si riposa i Mikage fanno recapitare un DVD per lei: contiene un messaggio di Aki, che dice di aver rapito Chidori e Shota. Kagami ha convinto Chidori a collaborare con loro per salvare Shota; Toya e Yuhi partono verso il grattacielo della Mikage Corporation per salvare i fratelli Kuruma. Chidori viene sottoposta a un esperimento che mira a creare un hagaromo partendo da un frammento in possesso dei Mikage; i risultati sono promettenti, e in caso di successo Kagami potrebbe uccidere Aki — a quel punto ininfluente per ritrovare il manto di Ceres. Yuhi e Toya, al grattacielo, si dividono: Yuhi cerca Chidori mentre Toya tenta di trovare Shota. Yuhi arriva da Chidori — reduce dall'esperimento — e se la carica sulle spalle per fuggire. I due sono seguiti dalle guardie dei Mikage; quando sembrano al sicuro un uomo spara verso Yuhi. Chidori, accortasi di quanto sta accadendo, si mette sulla traiettoria del proiettile e viene ferita gravemente alla schiena. Yuhi, dopo che Chidori lo ha supplicato di non uccidere l'uomo, tenta di uscire dal grattacielo. Chidori è sempre più debole e, quando ormai l'uscita è vicina, muore abbracciata a Yuhi. Intanto a Tokyo Aya, che ha avuto una nausea quando Kyu le ha portato il pranzo, scopre di essere incinta e di aspettare un figlio da Toya. |                   |         |
| 20 | Toya muore 「十夜死す」 - jū yoru shisu | 7 settembre 2000  |         |
| 20 | Aya torna nell'appartamento di Niigata, ed è preoccupata perché non ha notizie di Toya. Una sera va a trovare il dottor Kurozoka per dirgli della gravidanza; l'uomo, dopo averle fatto i complimenti, le racconta che nella zona circola una leggenda di un essere metà uomo e metà pesce legata alle vicende della Tennyo. Aya decide di collaborare al C-Project e torna a Tokyo. Quando Kagami la accoglie, dopo averle mostrato alcuni ovuli prelevati da Chidori, le mostra il laboratorio di ricerca. Il C-Project vuole migliorare le caratteristiche genetiche delle Tennyo con delle tecniche di fecondazione artificiale; le C-Genomer sono di fatto costrette a generare dei figli. Quando Aya chiede a Kagami di Toya, il cugino le risponde che è morto. Toya, vedendo che Aki stava per uccidere Shota, si è consegnato in cambio della salvezza del bimbo, finendo ucciso per mano di Aki. Il corpo di Toya, dopo l'autopsia, è stato preso da Howell — che voleva evitare che Kagami lo usasse per le sue ricerche — e gettato in mare. Aya non crede alle parole di Kagami, ma quando il cugino le dà la collana d'argento che portava Toya — ancora sporca del suo sangue — rivive tutta la scena. Aya rimane sconvolta e, a causa dell'emozione, sviene. |                   |         |
| 21 | La leggendaria Tennyo 「いにしえの天女」 - inishieno tennyo | 14 settembre 2000 |         |
| 21 | Aya riposa in una stanza del laboratorio dei Mikage; al risveglio assume le sembianze di Ceres e viene condotta dalle altre C-Genomer, che la riconoscono come la madre originaria e si dicono contente di collaborare al C-Project. Ceres chiede di vedere l'hagaromo; prima di arrivare alla sala che custodisce il reperto incontra Aki che, nelle vesti del capostipite, la aggredisce perché ha capito che aspetta un figlio da Toya. Ceres viene ferita, solo l'intervento delle guardie — che bloccano Aki con un colpo di pistola a una spalla — le permette di salvarsi. Mentre Ceres riposa si risveglia la coscienza di Aya, che chiede alla Tennyo dell'incontro con il capostipite. Ceres racconta che Mikagi, l'uomo che le rubò l'hagaromo — che non è una veste, ma un potere che indica gli uomini adatti per dare una discendenza alle Tennyo — la trattava con amore; le cose cambiarono quando dei banditi aggredirono Ceres e i figli, incendiando la loro abitazione: Mikagi, disperato per non averli aiutati, ricevette da Ceres una parte del suo potere. Questo cambiò radicalmente il carattere dell'uomo, che divenne autoritario e violento e nascose l'hagaromo, temendo che Ceres potesse lasciarlo. Dopo la nascita del loro terzo figlio, Ceres scappò con i bambini: Mikagi la raggiunse e, dopo aver ucciso la loro primogenita che tentava di proteggere la madre, morì a causa delle ferite provocate dal potere donatogli dalla Tennyo che non era riuscito a contenere. Aya, dopo aver detto a Ceres che lei amava veramente Mikagi e che dovrebbe ricordarsi dei momenti felici vissuti con lui, riassume le sue sembianze. |                   |         |
| 22 | Il canto della vendetta 「復讐の歌声」 - fukushū no utagoe | 21 settembre 2000 |         |
| 22 | Molte delle C-Genomer al laboratorio dei Mikage sono in condizioni di salute critiche, diverse di loro sono già morte; Kagami subisce la pressione dei membri del Ragnarǫk — un gruppo di ricercatori che sostiene il C-Project — che minaccia di revocare i finanziamenti concessi. Intanto Suzumi contatta Shuro Tsukasa, un cantante che sta per tenere un concerto al Tokyo Dome. Suzumi ha scoperto che Shuro, nonostante l'aspetto da uomo, è in realtà una discendente della Tennyo di Okinawa. Shuro racconta che il cugino Kei — con il quale aveva fondato il gruppo GeSANG — fu ucciso dai Mikage; per questo vuole fare il possibile per salvare le Tennyo. Durante il concerto Shuro, al momento dell'ultimo brano, si trasforma in Juno — la Tennyo che è in lei — e canta con notevole trasporto. Il potere di Juno fa in modo che la forza del suo canto si abbatta sul laboratorio dei Mikage che viene gravemente danneggiato; Kagami imbarca Ceres, l'hagaromo e gli embrioni ottenuti dalle Tennyo su una nave per fuggire, mentre le C-Genomer si rifiutano di lasciare il laboratorio. Ceres, condotta davanti all'hagarono, spiega che quello è il mana — il potere che le rende creature divine — senza il quale tutte le Tennyo sono destinate a morire. Juno si accascia sul palco e muore; nello stesso momento Ceres, sul ponte della nave, vede che in cielo è apparsa la figura di un uomo alato davanti alla luna: è Toya, che sembra essere emerso dal mare. |                   |         |
| 23 | La resurrezione di Mikagi 「甦ったミカギ」 - so tta mikagi | 28 settembre 2000 |         |
| 23 | Ceres, appena vede Toya, riassume le sembianze di Aya. Toya ha recuperato completamente la memoria e racconta la sua storia; il mana che Mikagi prese a Ceres e gettò in mare, nel corso degli anni, ha catturato i microorganismi presenti nell'acqua e con un processo di evoluzione ha creato un individuo perfetto: lui. Quando Howell gettò il corpo di Toya in mare il mana riuscì a curarlo e a rendergli le funzioni vitali; questo ha permesso a Toya di riemergere per restituire il mana a Ceres. Aya confida a Toya di attendere un figlio da lui, e rifiuta la sua offerta: questo vorrebbe dire che solo lei avrebbe una vita eterna. Al laboratorio le C-Genomer, circondate dalle guardie inviate dal Ragnarǫk, decidono di unire i loro poteri e suicidarsi; il laboratorio viene distrutto da una potentissima esplosione, avvertita anche sulla nave. Qui intanto Aki raggiunge l'hagaromo: la veste sacra si fonde con lui, dando vita a un feroce Mikagi. Il capostipite parte alla ricerca di Aya, quando Toya lo affronta: tra i due nasce uno scontro durissimo, durante il quale Mikagi viene ferito gravemente. Toya — caduto in mare durante lo scontro — teme che Mikagi possa ancora cercare di uccidere Aya e il bambino come gli aveva promesso. I suoi timori sono fondati: mentre Aya — che era sotto la custodia di Yuhi — rimane da sola, Mikagi entra nella cappella della nave sfondando una vetrata; il suo braccio si trasforma in una spada, con la quale colpisce Aya alla schiena e le causa una gravissima ferita, trapassandole il corpo. |                   |         |
| 24 | La fine di tutto 「決着をつける時」 - kecchaku wotsukeru toki | 28 settembre 2000 |         |
| 24 | Yuhi, grazie alla fascia con il potere delle Tennyo che Suzumi e Chidori hanno preparato per lui, colpisce Mikagi che si allontana da Aya; Toya salva la ragazza e il figlio che attende donandole il mana che gli ha dato la vita. Aya si fonde con il mana e, immediatamente, assume le sembianze di una Ceres dotata di un potere molto superiore rispetto a quello già mostrato. Mikagi si ripresenta davanti a Ceres e tenta nuovamente di ucciderla; il capostipite, però, è un umano e su di lui il mana non consente una rigenerazione perfetta: alla lunga è destinato a morire. Mentre Mikagi tenta di avvicinarsi a Ceres, la coscienza di Aki si risveglia: il ragazzo si materializza e inizia a trattenere Mikagi, implorando Aya di uccidere entrambi. Ceres, vincendo le remore della coscienza di Aya, scaglia il suo potere contro Mikagi uccidendolo: a terra rimane solo il corpo inerte di Aki, e Aya — appena riprese le sue sembianze — corre disperata ad abbracciare il fratello; Ceres intanto si è ricongiunta allo spirito di Mikagi, per rivivere insieme a lui l'amore che li legava. La nave su cui viaggiano, intanto, sta per esplodere: tutti si salvano tranne Kagami che, dopo aver dato a Howell tutto il materiale sulle Tennyo e gli embrioni delle C-Genomer, rimane sulla nave e muore. Qualche mese dopo Toya e Aya sono sull'isola di Hachijō: la gravidanza procede regolarmente e la madre di Aya si è svegliata dal coma in cui era caduta il giorno della cerimonia per il sedicesimo compleanno dei figli. Toya confida a Yuhi — giunto in visita con Kyu — che, dopo essersi separato dal mana, potrebbe morire presto; anche se non lo dice direttamente lascia intendere che sarebbe felice se Yuhi si prendesse cura di Aya e del bimbo. |                   |         |